# Elizabeth Brontë
Pour les autres membres de la famille, voir Famille Brontë.
Pour les articles homonymes, voir Brontë.
Elizabeth Brontë (8 février 1815 - 15 juin 1825 ) est le deuxième enfant de la célèbre famille littéraire des Brontë, qui donne à la Grande-Bretagne plusieurs de ses plus grands écrivains au XIXe siècle. Elle est donc, avec Maria, l'aînée de Charlotte, Emily et Anne.
Elle meurt prématurément à l'âge de 10 ans, de la tuberculose contractée à l'école de Cowan Bridge.

## Biographie
Comme sa sœur aînée Maria, elle est placée à The Clergy Daughters' School de Cowan Bridge, institution victorienne qualifiée de charitable pour « y recevoir une bonne éducation et y apprendre les bonnes manières », après la mort de sa mère. Elle y arrive avec sa sœur Maria en juillet 1824, pour y être rejointe en août par Charlotte, et en novembre par Emily.
On sait très peu de choses sur elle. On pense qu'elle n'a pas montré la même précocité que ses trois sœurs. D'ailleurs, il n'a pas été prévu qu'elle reçoive, comme ses sœurs, à Cowan Bridge l'éducation qui permet de devenir un jour gouvernante. Ou peut-être son père prévoit-il qu'elle se consacre plus tard à la tenue de la maisonnée.
On sait aussi qu'elle subit un mystérieux accident à Cowan Bridge, se blessant sérieusement à la tête ; elle doit alors garder la chambre plusieurs jours, supportant stoïquement son sort.
À Cowan Bridge, elle ne connaît que le froid, la faim et les privations. Malade, elle en est retirée par son père, mais trop tard : la tuberculose l'emporte à dix ans quelques semaines plus tard (comme elle l'avait fait de son aînée et le fera de son frère et des trois cadettes).

## L'école des filles du clergé de Cowan Bridge

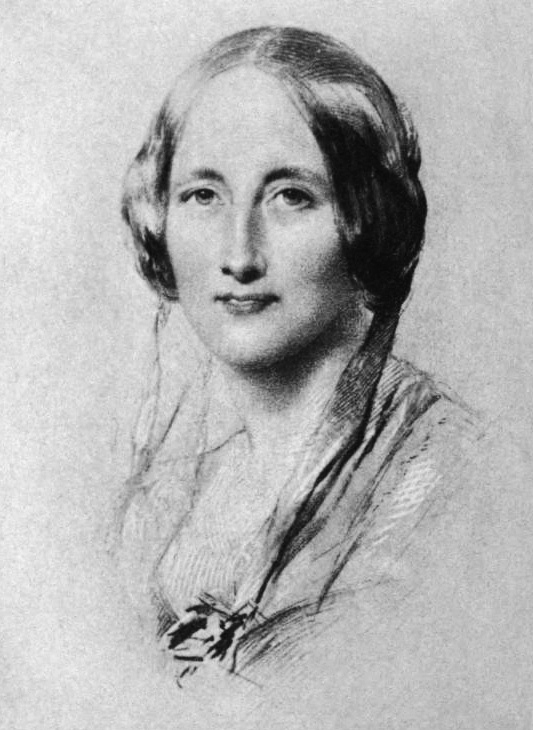
Elizabeth Gaskell, qui écrivit la première biographie de Charlotte Brontë, au travers de laquelle tous ces détails sont connus.

### Son fondateur, le révérend Carus Wilson
Le révérend Carus Wilson est un clergyman, qui a fondé l'école de Cowan Bridge en 1823, un an avant que les quatre filles Brontë n'arrivent dans son école.
Il en est à la fois le fondateur et le directeur, et peut-être la confusion de ces deux rôles entraîne-t-elle chez lui une prudence exagérée sur le plan financier, car son souci d'économiser chaque sou se traduit par des interventions sur toutes sortes de points de détail, y compris en ce qui concerne le fonctionnement de la cuisine et le ménage.
Ce faisant, il néglige l'essentiel, c'est-à-dire la compétence de son personnel, ne voyant pas la négligence, et le manque total d'hygiène de la cuisinière, qui n'est finalement renvoyée qu'après l'épidémie de low fever à Cowan Bridge.
De la même façon, l'attitude partiale et sans pitié de Miss Andrews envers Maria n'est pas immédiatement sanctionnée comme elle aurait dû l'être.
De plus, soucieux d'enseigner à ses élèves la vertu chrétienne de l'humilité, il ne manque jamais de leur rappeler qu'elles sont  élevées par charité. Sa vision de la religion, d'inspiration calviniste, est très rigide, et il tient à ses élèves des discours expliquant que les pécheurs (et surtout les pécheresses) sont voués aux flammes de l'Enfer (fire and brimstone, « le feu et le soufre »).

### La vie quotidienne à Cowan Bridge
Vu de l'extérieur, rien ne laisse prévoir que la Clergy Daughters' School du Révérend Carus Wilson ne répond pas aux attentes de Patrick Brontë. Elle n'est pas particulièrement bon marché, ses patrons (membres d'honneur) comprennent des personnalités respectées, dont la fille d'une grande amie de l'éminent poète William Cowper, Mrs Hannah Moore, auteur d'ouvrages reconnus, parce que moralisateurs, sur l'éducation des jeunes filles, différents prélats ou même certaines connaissances de Patrick, dont William Wilberforce qui lui a permis de terminer ses études à St John's, bref, il croit s'être entouré de toutes les garanties.
Pourtant, dès l'entrée dans l'école, les jeunes filles, pour la plupart issues de bonne famille, doivent revêtir un uniforme grossier, et ont la tête rasée. La maison, construite au fond d'une vallée, est humide et non chauffée. La nourriture est généralement insuffisante et préparée sans aucune hygiène, voire avariée :
L'eau utilisée provient d'un vieux seau de bois posé sous la gouttière, rendant le riz bouilli immangeable car il a pris le goût de la poussière de la toiture ; le lait est bien souvent aigre-doux, voire avarié (bingy) ; le samedi, la cuisinière prépare une sorte de pâté qui regroupe tous les restes de la semaine, pommes de terre et viande mélangées. Des camarades de classe des filles Brontë témoignent de tout cela auprès de Mrs Gaskell, soulignant aussi l'odeur de gras rance qui imprègne l'école, nuit et jour, en provenance du four sale où est préparée leur nourriture.
Une épreuve particulièrement nocive à la santé des enfants est le pèlerinage dominical accompli vers Tunstall Church, église distante de deux miles environ, quel que soit le temps.

### Controverse
À la décharge du révérend Carus Wilson, il convient de préciser plusieurs points :
- la mortalité infantile à cette époque est très élevée, et 41 % des enfants ne dépassent pas l'âge de 6 ans, l'espérance de vie étant de 25 ans[7] ;
- il est très peu probable que l'école de Cowan Bridge ait été touchée par le typhus, et surtout pas de façon récurrente, car le taux de mortalité du typhus (de l'ordre de 25 %) aurait promptement entravé le fonctionnement de l'école[2] ;
- la publication de la biographie de Charlotte Brontë par Mrs Gaskell (où est raconté la vie à Cowan Bridge) donne lieu à une controverse sur ces conditions de vie, avec des échanges de lettres acrimonieuses dans le Halifax Guardian, car un certain nombre de personnes prennent la défense du révérend Carus Wilson.

Même si Maria et Elizabeth Brontë ont été victimes d'une certaine malchance, vu le contexte sanitaire de l'époque, le fait est que la nourriture de Cowan Bridge est de mauvaise qualité pendant qu'elles y séjournent, et que deux sur cinq des filles Brontë sont mortes à quelques semaines d'intervalle de la tuberculose à leur retour, marquant à tout jamais les trois sœurs survivantes.